# Movimento sviluppo e pace
Il Movimento sviluppo e pace  è una associazione di volontariato apartitica e aconfessionale che si occupa di solidarietà internazionale. È stato riconosciuto nel 1982 come ONG dal Ministero degli Esteri italiano.
Nel 1998 ha anche ottenuto lo status di ONLUS e, il 19 marzo 1999, quello di ente morale.

## Storia
Durante l'episcopato di Michele Pellegrino e nel clima di rinnovamento introdotto dall'enciclica Populorum progressio un gruppo di intellettuali e di personalità torinesi tra le quali Carlo Baffert, don Luigi Bertuzzi, Giorgio Ceragioli, Giorgio Garneri ed Edo Gorzegno diedero vita nel 1967 al  Movimento piemontese fame nel mondo, che venne presentato dall'arcivescovo alla Conferenza episcopale piemontese il 25 marzo 1967. Il movimento era stato inizialmente concepito come una riorganizzazione del Centro cattolico torinese contro la fame nel mondo, una struttura sorta nel 1962  nell'ambito dell'arcidiocesi di Torino e che gestiva i fondi provenienti dalla Quaresima di fraternità (una campagna annuale di raccolta di offerte a favore del Terzo mondo rivolta a parrocchie, istituti religiosi e associazioni cattoliche). L'associazione venne legalmente riconosciuta con un atto notarile del 27 dicembre 1968 e prese il nome di Movimento sviluppo e pace (MSP).
La nuova associazione si differenziava dalle precedenti esperienze sia perché prescindeva da fedi religiose e da appartenenze politiche sia perché da un'attività di puro sostegno alle missioni cattoliche era passata alla realizzazione di progetti di sviluppo basati su una stretta collaborazione con istituzioni laiche nazionali e locali. Nel primo consiglio di presidenza del movimento oltre ai cattolici erano presenti laici liberali e marxisti, Giovanni Giovannini fu eletto presidente e Giorgio Ceragioli direttore generale.
Il Movimento continuò a gestire la  Quaresima di fraternità fino al 1973; anche a seguito del riconoscimento come ONG allentò però progressivamente il proprio rapporto con le istituzioni cattoliche differenziando la propria azione in vari campi di intervento e collaborando con la Commissione europea per la realizzazione di molti progetti di sviluppo. Tra i collaboratori dell'associazione, in particolare per le attività in India, può essere citato il sanremese Giovanni Ermiglia. Il 19 marzo 1999 l'associazione venne eretta a Ente Morale.
Dal 25 luglio 2022 Movimento Sviluppo e Pace è diventato ETS (con Determina Dirigenziale della Regione Piemonte - A1400A - Sanità e Welfare - DD n. 1347/A1419A/2022).

## Principali attività
- Svolte in Italia:
  - Centro di documentazione sul Terzo mondo (CDTM) - è attivo dal 1968; tra il 1970 e il 1993 ha pubblicato la rivista Terzo Mondo Informazioni. Gestisce una biblioteca con annesse emeroteca e videoteca, aperte gratuitamente al pubblico. Cura inoltre la distribuzione delle mostre fotografiche e/o descrittive realizzate dal MSP;[13]
  - realizzazione di corsi di formazione destinati a bibliotecari civici, insegnanti e figli di immigrati nonché di video educativi, mostre e libri su temi legati alla solidarietà internazionale[4];
  - sostegno alla finanza etica, al turismo responsabile  e al commercio equo e solidale nonché promozione di campagne per i diritti umani e per la difesa dei beni comuni dell'umanità[4];
  - in risposta alla richiesta del governo della Repubblica di Capo Verde (indipendente a partire dal 5 luglio 1975), MSP svolge dal 1976 la funzione di Consolato di Capo Verde con giurisdizione sul Piemonte; il consolato è domiciliato presso la sede sociale del movimento.[13]

- Svolte nei Paesi in via di sviluppo: il movimento opera (o ha operato in passato) in[4]
  - Asia - Bangladesh, Filippine, India, Libano.
  - America Latina - Argentina, Bolivia, Brasile, Cile, Colombia, Ecuador, Guatemala, Haiti, Messico, Perù.
  - Africa - Benin, Burkina Faso, Camerun, Capo Verde, Ciad, Costa d'Avorio, Etiopia, Kenya, Madagascar, Mali, Mozambico, Niger, Nigeria, Repubblica Centrafricana, Repubblica Democratica del Congo, Ruanda, Senegal, Tanzania, Togo, Tunisia.
  - Europa - Georgia.[14]

Il Movimento sviluppo e pace sostiene progetti di sviluppo basati sull'impiego di risorse umane locali ad ogni livello organizzativo e solamente di rado impiega personale italiano con contratti di lunga durata. I responsabili del movimento vengono invece inviati in loco per offrire studio e consulenza ai nuovi progetti oltre che per monitorarne e valutarne l'efficacia. Il movimento appoggia anche la creazione di ONG nei PVS; una tra le iniziative più importanti di questo tipo è stata la collaborazione con ASSEFA Italia per la costituzione in India dell'Association for Sarva Seva Farms, lagata al movimento gandhiano del Sarvodaya.
Movimento Sviluppo e Pace collabora strettamente con l'Istituto dei Fratelli della Sacra Famiglia, specialmente in Burkina Faso.

## Fonti di finanziamento
Le principali fonti di finanziamento delle attività del Movimento sviluppo e pace sono:
- contributi volontari di soci e sostenitori nonché dei gruppi di appoggio locali;
- raccolte fondi specifiche dedicate ai vari progetti nei PVS;
- contributi finanziari degli Enti locali;
- cofinanziamento del Ministero degli Affari Esteri italiano;
- cofinanziamento dell'Unione europea (Commissione europea - Direzione generale sviluppo).